# Michael Jagmin
Michael "Jag" Jagmin (Toronto, Ontário, 12 de Maio de 1985) é um vocalista norte-americano, notável por ser o ex-vocalista da banda de metal Odd Project, e o ex-vocalista da banda de post-hardcore A Skylit Drive. Jagmin é bem conhecido por seu estilo de vocal de alta-frequência distinta e possui uma ampla gama vocal abrangendo três oitavas. Ele é casado com Sheena Jenkins-Jagmin.

## Carreira musical

### Odd Project (2006–2007)
Jagmin foi o segundo vocalista da banda de metal Odd Project, e foi destaque em seu segundo álbum, Lovers, Fighters, Sinners, Saints. Ele deixou a banda em 2007.

### A Skylit Drive (2007–atualmente)
Jagmin se juntou ao A Skylit Drive para substituir o ex-vocalista, Jordan Blake, que saiu da banda devido a problemas de saúde em 2007. Ele foi escolhido como vocalista por causa de suas semelhanças vocais. Ele já gravou três álbums de estúdio com a banda sendo eles:Wires...and the Concept of Breathing, Adelphia, e Identity on Fire, e um DVD Let Go of the Wires.

### Of An Era & Finding Equality
Além de seu trabalho com o A Skylit Drive, Jagmin tinha um projeto solo intitulado Of An Era e operava uma linha de roupas chamada Finding Equality. Of An Era "You Will Not Stay"  pode ser baixado gratuitamente no PureVolume.

### Colaboração com Etienne Sin (2012)
Em 31 de janeiro, Etienne enviou uma newsletter para seus fãs dizendo que ele é chegado Michael a fazer vocais em uma música para seu novo álbum. Em 26 de fevereiro, Etienne colocou um vídeo dele e Michael no estúdio gravando seu novo single "Honey Is Sweet But The Bee Stings". Em 10 de abril, Etienne lançou oficialmente seu novo single "Honey Is Sweet But The Bee Stings"., bem como um vídeo de música para ele em seu canal no YouTube. A música está disponível para download gratuito no site do Etienne.

### Michael Jagmin (2012)
Na terça - feira, 17 de abril de 2012 Jagmin lançou seu single de estréia, intitulado "Sometimes" em seu canal no YouTube e no iTunes.

## Discografia
Com Odd Project
- Lovers, Fighters, Sinners, Saints (Indianola Records, 2007)

Com A Skylit Drive
- Wires...and the Concept of Breathing (Tragic Hero Records, 2008)
- Adelphia (Fearless Records, 2009)
- Separate Ways (single) (Punk Goes Classic Rock, Fearless Records, 2010)
- Identity on Fire (Fearless Records, 2011)
- Love the Way You Lie (single) (Punk Goes Pop 4, Fearless Records, 2011)

Com LOST
- "New Game" - Discovery (Zestone Records, 2010)

Com Cradle the Fall
- "Save Your Breath" - Single (Auto-lançado, 2012)

Com Etienne Sin
- "Honey Is Sweet But The Bee Stings" - Single (Sin Circle/Auto-lançado, 2012)

Solo
- "Sometimes" - Single (Auto-lançado, 2012)

## Videografia
Com A Skylit Drive
- "Wires and the Concept of Breathing"
- "This Isn't the End"
- "Knights of the Round"
- "All It Takes for Your Dreams to Come True"
- "I'm Not a Thief, I'm a Treasure Hunter"
- "Those Cannons Could Sink a Ship"
- "Too Little Too Late"
- "The Cali Buds"